# Comté de Lavaca
Le comté de Lavaca, en anglais : Lavaca County, est un comté situé dans le sud de l'État du Texas aux États-Unis. Fondé le 6 avril 1846, son siège de comté est la ville de Hallettsville. Selon le recensement des États-Unis de 2020, sa population est de 20 337 habitants. Le comté a une superficie de 2 513 km2, dont 2 512 km2 en surfaces terrestres. Il est baptisé en référence au fleuve Lavaca, dont l'embouchure, la baie Lavaca, est située dans le comté.

## Démographie
Lors du recensement de 2010, le comté comptait une population de 19 263 habitants. Elle est estimée, en 2017, à 20 062 habitants.

Pyramide des âges du comté de Lavaca (Texas) (2000).

Selon l'American Community Survey, pour la période 2011-2015, 81,21 % de la population âgée de plus de 5 ans déclare parler anglais à la maison, alors que 14,31 % déclare parler l’espagnol, 3,62 % le tchèque et 0,86 % une autre langue.